# Philippe Richer

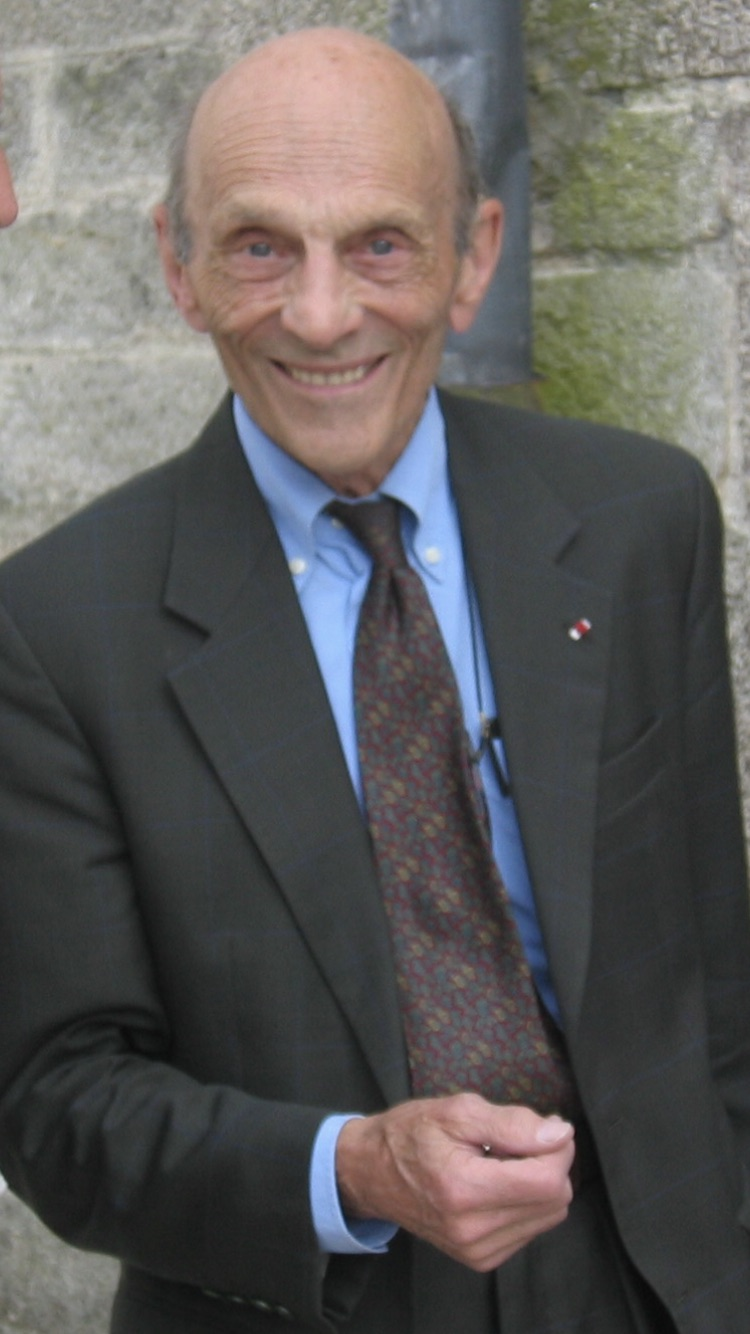
Philippe Richer (2009)

Philippe Richer (* 20. November 1923 in Paris; † 6. Februar 2018 ebenda) war ein französischer Diplomat und Historiker.

## Leben
Philippe Richer stammte aus einer Familie der oberen Mittelklasse mit Wurzeln in Chartres, Ariège und der Bretagne. Richer studierte am Lycée Montaigne und am Lycée Saint-Louis. Er war Absolvent des Pariser Instituts für politische Studien (Abteilung Internationale Beziehungen, Klasse 1952) und ehemaliger Schüler der Special Military School von Saint-Cyr und der Nationalen Hochschule für Verwaltung (Guy-Desbos-Klasse). Er studierte auch an der Columbia University in New York und an der University of Oxford.

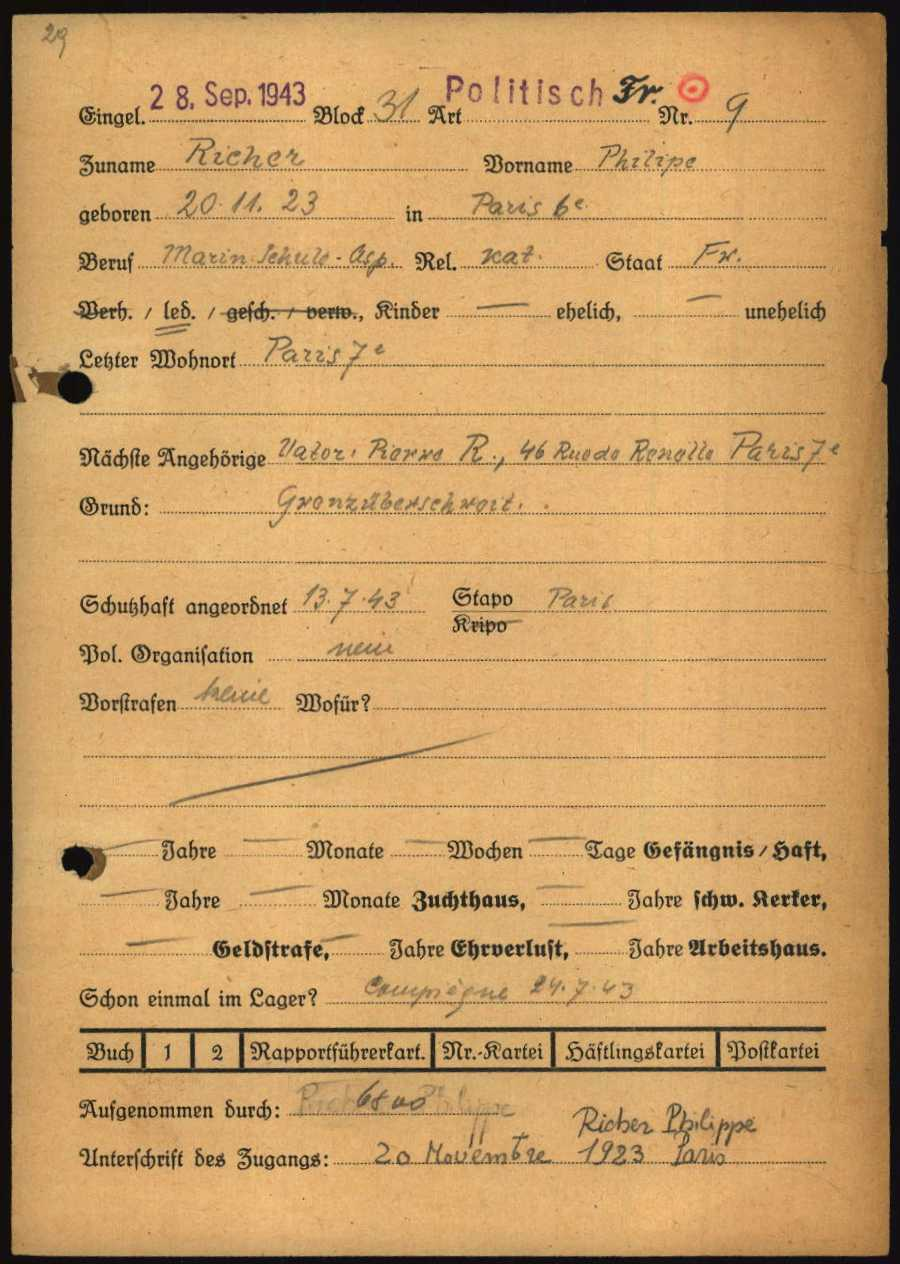
Anmeldeformular von Philippe Richer als Gefangener im nationalsozialistischen Konzentrationslager Buchenwald. Der rote Kreis mit einem Punkt in der Nähe der oberen rechten Ecke kennzeichnet einen Fluchtverdächtigen.

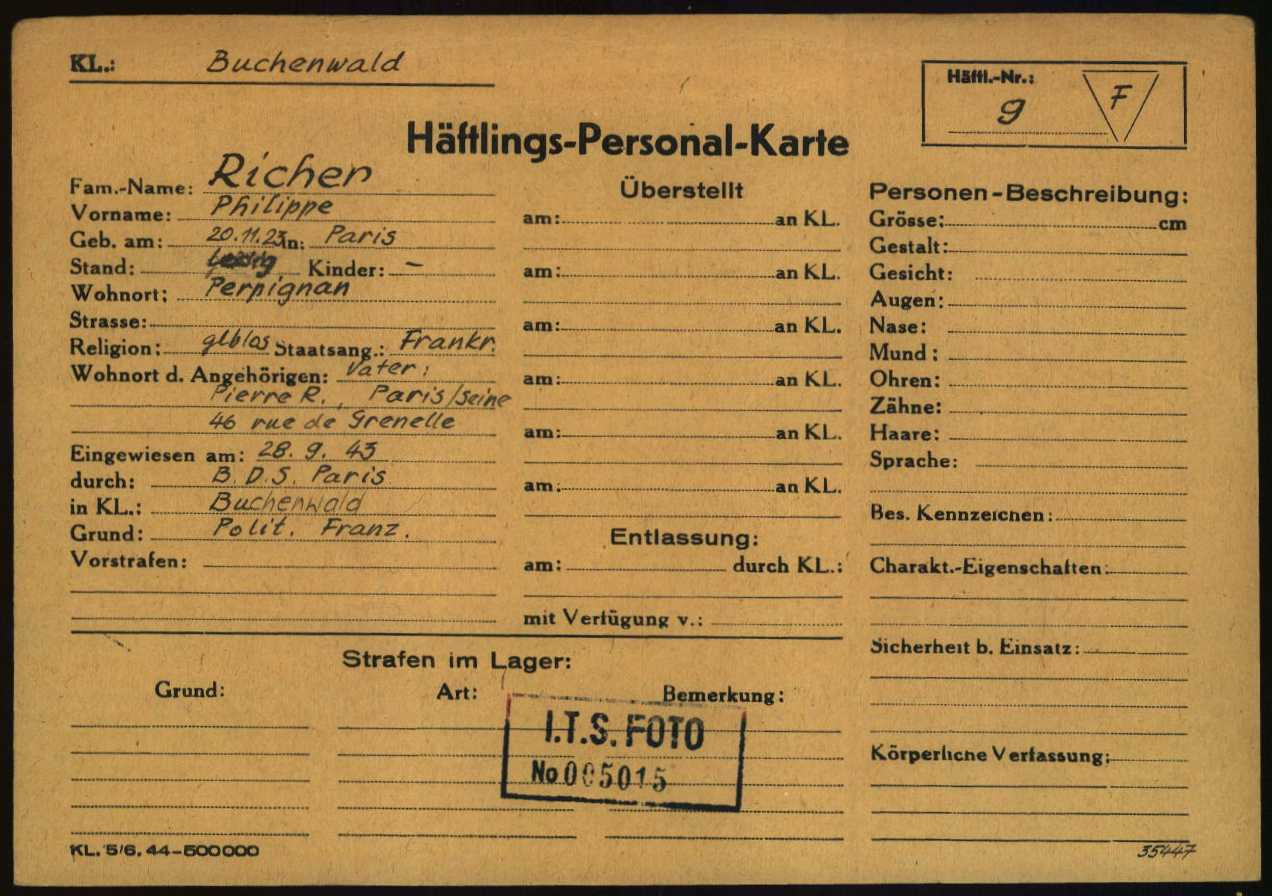
Gefangenenkarte (ebenfalls aus Buchenwald)

Im Jahre 1943, im Alter von 19 Jahren, versuchte er, sich den französischen Streitkräften in Nordafrika anzuschließen, wurde jedoch von einem Schmuggler verraten und in das Konzentrationslager Buchenwald gebracht. Er entkam dem Transport, wurde aber erneut gefangen genommen. Richer blieb von Juli 1943 bis zur Befreiung des Lagers am 11. April 1945 in Buchenwald gefangen.
Nach der Befreiung trat er in die diplomatische Laufbahn ein und war in Algier stationiert, in der ersten diplomatischen Vertretung nach der Unabhängigkeit Algeriens, und unter anderem in Moskau und Bukarest. 1965 war er akkreditierter Repräsentant in der Mongolei, der erste französische diplomatische Gesandte in der Mongolei seit Ludwig IX. im Jahr 1253. Er war von 1974 bis 1976, zum Zeitpunkt der Eroberung Saigons, französischer Botschafter in Hanoi (Vietnam).
Der überzeugte Gaullist lehnte die Regierungsübernahme durch de Gaulle im Jahr 1958 ab, hielt sie für unzureichend demokratisch legitimiert und unterstützte Pierre Mendès France. Er wurde 1982 von François Mitterrand zum Staatsrat ernannt, dem ersten Mitglied der Sozialistischen Partei, das seit mehreren Jahrzehnten dem Staatsrat beigetreten ist.
Mit seinem Freund Stéphane Hessel organisierte er jährliche Seminare für europäische Schüler, um sie auf die Menschenrechte und demokratischen Ideale sowie auf den Widerstand aufmerksam zu machen.
Im Dezember 2013 wurde er zum Großoffizier der Ehrenlegion ernannt.
Er starb im Februar 2018 im Alter von 94 Jahren im 6. Arrondissement von Paris.

## Veröffentlichungen
- China und die Dritte Welt, Payot, 1971.

- Südostasien. Unabhängigkeiten und Kommunismen, Imprimerie nationale, 1981, ISBN 978-2-11-080758-8.

- Viererspiel in Südostasien, Presses Universitaires de France, 1982.

- China von 1949 bis heute (in Zusammenarbeit mit Jean-Luc Domenach), Imprimerie nationale dann Le Seuil, zwei Bände, 1987 und 1995, ISBN 978-2-02-023746-8.

- Südostasien, Flammarion, 1996.

- Hanoi 1975: Diplomat und Wiedervereinigung Vietnams, L’Harmattan, Sammlung Mémoires aséens, 1993.

- Krisen in Südostasien, Presses de Sciences Po, 1999.

- Kambodscha: eine Tragödie unserer Zeit, Paris, Presses de la Fondation nationale des science politiques, coll. „Akademische Sammlung“, 30. September 2001, 221 S., ISBN 978-2-7246-0854-0.

- In allen meinen Bundesstaaten – eine französische Reiseroute, Les Indes Savantes, 2013, ISBN 978-2-84654-305-7.

- China mitten in Asien: von Mao nach Xi, Les Indes Savantes, 2017, 240 S., ISBN 978-2-84654-462-7.

## Ehrungen
- 1982: Der beste Jaxer des Jahres